# Mia Michaels
Mia Michaels, född 23 februari 1966 i Coconut Grove, Miami, Florida, är en amerikansk koreograf, och är mest känd för sitt medverkande i teveprogrammet So You Think You Can Dance. Hon har jobbat med många artister, så som Madonna, Ricky Martin, Prince och Celine Dion. Michaels är numera bosatt i Los Angeles.

## Uppväxt
Mia Michaels föddes 1966 i Miami, Florida. Hon föddes i en familj av dansare. Hennes far Joe Michaels lärde henne jazz och balett när hon var tre år. Michaels är utbildad i Miami. Hon började koreografera vid elva års ålder för lokala åskådare. År 1989 bildade hon sin egen dansgrupp "The Miami Movement Dance Company".
Michaels strävar ständigt efter nya inspirationskällor till hennes arbete. Hennes elever och kamrater ser henne som en inspiration.[källa behövs] Hon har ett sätt att beröra människors liv med passion, emotionella uttryck, stil och dans.
För tillfället bor Michaels i Los Angeles, Kalifornien.

## Karriär
Michaels karriär startade när hon arbetade med sin far Joe på  "Miami Dance Center". Hon grundade även RAW ("Reality At Work", ett New York-baserat dansföretag) år 1997. Där är hon AD (Artistic Director) och danskoreograf.
Sedan 2006 har Michaels varit krönikör för Movmnt Magazine, som är ett livsstilsmagasin.
Det hon är mest känd för är hennes medverkan i det populära tv-programmet "So You Think You Can Dance". Där har hon varit med och koreograferat väldigt många danser. Hennes meritlista sträcker sig ut i oändlighet och hon har skapat koreografi i teater, teve och video, reklamer, live-event, konserter, workshops och så kallade "mästarklasser". 
Michaels har gjort koreografi för många kända artister, till exempel Celine Dion (danskoreografi till låtarna ”Taking Chances” och ”A New Day.”) 
"A New Day" blev nominerad till Emmygalan år 2003. Hon gjorde koreografi till "Mercy" som också blev nominerad till samma gala år 2008. År 2007 fick hon pris på Emmygalan för danskoreografin till "Calling You".
Hon har gjort danskoreografi i reklam för bland annat VISA, Pepsi, STAR TV, Bacardi, Philadelphia Cream Cheese samt WBNA.
Hon gjorde danskoreografin till Princes turné år 2000, en bit från Madonnas låt ”Drowned” på hennes världsturné, musikvideon till Ricky Martins låt ”Loaded” och så vidare.

## Priser och Meriter

### Teater
- Cirque Du Soleil - Delirium
- Celine Dion "A New Day" Las Vegas Caeser’s Palace
- Hello, Dolly
- Angelinos eyes Miami
- If These Shoes Could Talk
- Westside Story
- Fort Chaffee

### TV och video
- So You Think You Can Dance Jury/koreograf
- Emmy nominerade "Mercy"
- So You Think You Can Dance Kanada Jury/koreograf
- Reality TV Show Award
- So You Think You Can Dance Emmy "Calling You"
- "Cool Women"
- Emmy nominerade Celine Dion "A New Day"
- ACA Nomination, Emmy Nomination
- American Music Awards
- The Tonight Show
- Rosie O’Donnell
- MTV Spring break
- Jon Secada "Too Late, Too Soon"
- Ricky Martin "Loaded"
- Gloria Estefan "Oye Mi Canto"
- She Daisy "Get Over Yourself"

### Reklam
- VISA
- Bacardi
- ZIPLOCK
- Coldwell Banker
- Philadelphia cream cheese
- STAR TV
- WNBA
- LADY LUCK CASINOS 4
- PEPSI

### Liveföreställningar och turnéer
- Celine Dion Taking Chances Tour (medhjälpande koreograf)
- Gallo event Las Vegas
- So You Think You Can Dance (medhjälpande koreograf)
- Anna Vissi Grekland
- Angelica Kiev
- Prince
- Philip
- PYT National Tour
- Jimmy Ray National Tour
- CAMEO
- STAR SEARCH
- Miami Heat halftime show
- Miss Miami Pageant Miami Beach
- Fashion Alliance Of America Runaway Show, Miami
- GYPSY Project New York (medhjälpande koreograf)
- Jazz World Congress Chicago & New York

### Konserter
- Mia Michaels R.A.W New York City (regissör, koreograf)
- Les Ballets Jazz de Montréal
- Gus Giordano Jazz Dance – Chicago
- International Dance (gästkoreograf)
- Festival, Amsterdam
- Joffrey Ballet II NYC (gästkoreograf)
- Kirov Academy (gästkoreograf)
- Jazz Theater Of Amsterdam
- Miami Movement Dance CO. (regissör, koreograf)

### Priser
- 2008 Emmy nominerad "Mercy" (So You Think You Can Dance)
- 2008 Tom Adams Award för engagemang
- 2008 Koreografi Media-hederspriser: "The Moment I Said It" och "Are You The One?" (So You Think You Can Dance)
- 2007 Emmy "Calling You" (So You Think You Can Dance)
- 2003 Emmy-nominering – Céline Dions "A New Day"

## So You Think You Can Dance-koreografi
"Mercy" är en av Michaels många Emmynominerade danser. Den utfördes i teveprogrammet under säsong 4 av Stephen "Twitch" Boss och Katee Taira Shean. Även låten i dansen heter "Mercy” och utförs av sångaren Duffy (Aimée Ann Duffy). ”Mercy” är en dans som handlar om just det, nåd. Pojkvännen, spelad av Twitch, ber om nåd av sin jobbiga samt klängiga flickvän, spelad av Katee, men hon vägrar lämna honom. Till slut står pojkvännen inte ut och lämnar henne.
"The moment I said it" koreograferade Mia i tredje säsongen. Det blev ett populärt gruppnummer.[källa behövs] Dansarna var Sabra Johnson, Danny Tidwell, Lacey Schwimmer, Neil Haskell, Lauren Gottlieb, Pasha Kovalev, Sara Von Gillern, Dominik "D-Trix" Sandoval, Jamie Goodwin och Kameron Blink. ”The moment I said it” är en låt av Imogen Heap.
Ett annat nummer i säsong 3 var "Are you the one" med dansarna Danny Tidwell och Neil Haskell. Dansen handlade om två prinsar som konkurrerade. "Are you the one" är en låt av The Presets.
En speciell[källa behövs] dans, inte bara för Michaels, var "Time". Den dansades av Neil Haskell och Lacey Schwimmer i tredje säsongen. Det var en hyllning till Michaels pappa som dog av lungcancer. Dansnumret handlade om glädjen hon skulle känna om hon kunde möta honom i himlen. ”Time” är en låt av Billy Porter.
"Calling you", även kallad "The bench", är en Emmyvinnare för utomordentlig koreografi. Låten i dansen heter "Calling you" och framförs av Celine Dion. Dansnumret utfördes av Travis Michael Wall och Heidi Groskreutz under säsong 2. Det handlade om ett förhållande mellan en man och en kvinna. En man som inte tillåter sig själv att älska kvinnan, som om hon hade gjort något fel. Kvinnan gör allt hon kan för att få tillbaka sin man, men han vägrar.

## Övrig koreografi
Michaels arbete i Celine Dions show "A new day" i Las Vegas fick otroligt bra kritik. Där deltog en grupp med 50 dansare som utförde Michaels dansnummer under två timmar.
Mia Michaels inriktrar sig mest på modern dans. Hennes musik inspirerar hennes koreografi mycket.